# Rhodanthe chlorocephala subsp. rosea
Sous-espèce
Classification phylogénétique
Rhodanthe chlorocephala subsp. rosea est une sous-espèce de plante à fleurs de la famille des Asteraceae originaire d'Australie. 
C'est une plante ornementale. On trouve parfois cette plante semblable à l'Immortelle à bractées, mais plus gracieuse sous les noms vernaculaires d'acroclinie et de rose immortelle.

## Caractéristiques
C'est une plante annuelle de 50 centimètres de haut, à tige ramifiée à la base, d'où partent des rameaux grêles porteurs d'une inflorescence assez large, formée d'écailles légères ; couleur : rose, blanc, rouge.
La plante demande un sol léger, siliceux et une exposition ensoleillée.

## Reproduction
- Multiplication par semis.

## Utilisation
Bonne plante de massif, on la cultive surtout pour sa tenue en vase. On peut la faire sécher, tête en bas pour l'utiliser ensuite dans une composition de bouquet séchés.

## Synonyme
- Acroclinium roseum Hook.
- Helipterum roseum (Hook.) Benth.